# Liveübertragung

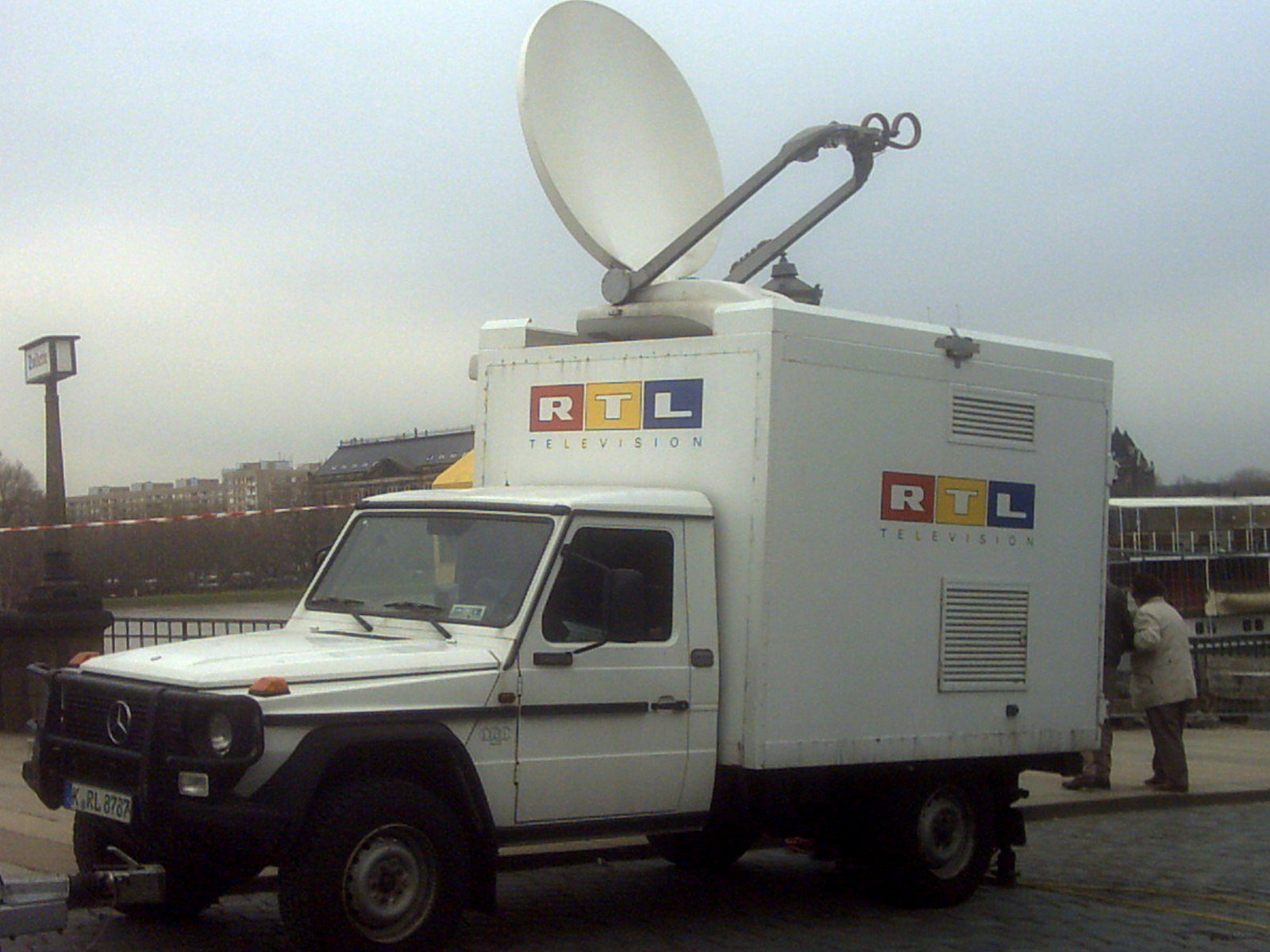
Satellitensendewagen von RTL Television

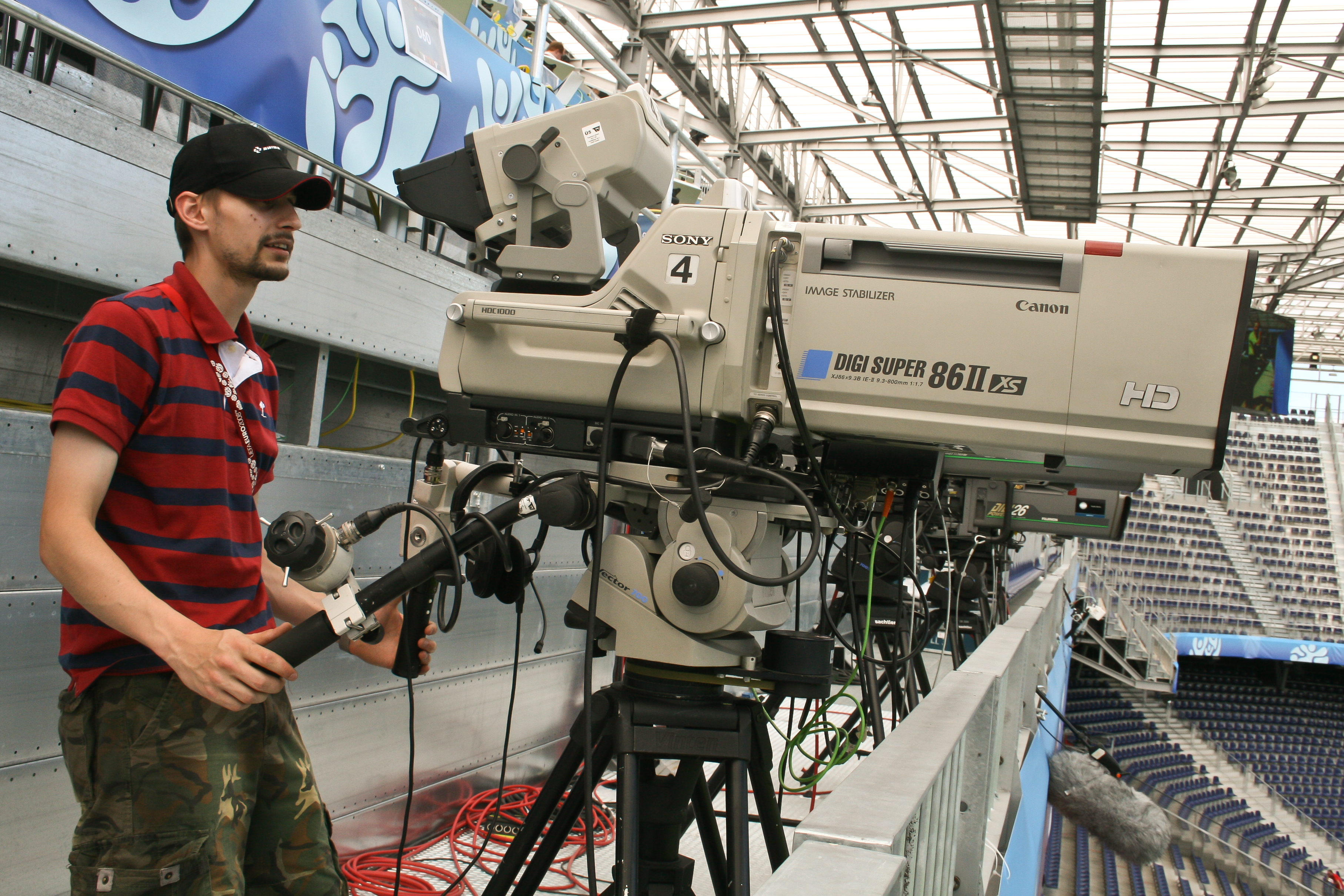
Kameramann

Eine Liveübertragung oder auch Direktübertragung (DÜ) ist die Bezeichnung für eine Übertragungstechnik, die auf dem Prinzip der Echtzeit beruht. Bei der Liveübertragung werden Ton- und/oder Bildaufnahmen unmittelbar an eine Sendezentrale weitergeleitet, die diese Aufnahmen wiederum unmittelbar in das (eigene) Hörfunk- oder Fernsehprogramm einbindet. Die Aufnahme erfolgt in einem Studio oder an einem auswärtigen Aufnahmeort. Bei einer sogenannten Schalte oder Live-Schalte wird ein Reporter in ein Sendestudio live zugeschaltet, der vom Ort des Geschehens berichtet. Insbesondere in Nachrichtensendungen werden so die Beiträge der Redakteure zur aktuellen Berichterstattung ergänzt.

## Hintergründe
Liveübertragungen dienen vor allem zur aktuellen Berichterstattung, die im stark umkämpften Wettbewerb unter den Medienunternehmen unabdingbar ist. Liveübertragungen können bei einer Panne bei der Darstellung (Versprecher, verpasster Auftritt) nicht neu gedreht werden, da die Aufnahme bereits gesendet wurde. Liveaufnahmen aus Fernsehstudios werden oft sorgfältig geplant oder geprobt, um Fehler zu vermeiden.
Beim Außendreh werden Fahrzeuge mit eigener Misch- und Sendeanlage, Übertragungswagen und Generatorenfahrzeuge eingesetzt. Liveübertragungen sind bei großen Veranstaltungen wie Fußballspielen, Fernsehshows und bei Korrespondentenbeiträgen üblich.

## Geschichte
Die erste Außenübertragung eines Sportereignisses im deutschen Rundfunk war die Berichterstattung von der Alster-Regatta am 13. Juli 1924 im Radio.
Am 1. November 1925 erfolgte die erste Liveübertragung eines Fußballspiels. Der Sportreporter  Bernhard Ernst kommentierte das Spiel Preußen Münster gegen Arminia Bielefeld.
Die erste gesamtdeutsche Liveübertragung unter Zusammenschaltung der damaligen 14 Sendeanstalten des deutschen Hörfunks war das Endspiel um die Deutsche Fußballmeisterschaft am 13. Juni 1926 in Frankfurt (Spielvereinigung Fürth gegen Hertha BSC).
Seit dem 22. März 1935 wurden in Deutschland durch den Fernsehsender Paul Nipkow (Berlin) erste regelmäßige Fernsehprogramme live ausgestrahlt. Als weltweit bekannter Meilenstein dieser Liveübertragungen und ersten direkten Sendungen von einem Sportgroßereignis gilt die Berichterstattung über die Olympischen Spiele 1936 in Berlin, für deren vor-Ort-Übertragung ein großer technischer Aufwand betrieben wurde.
Am 26. Dezember 1952, und damit nur einen Tag nach Aufnahme des täglichen Sendebetriebs des NWDR, wurde mit der DFB-Pokal-Partie des FC St. Pauli gegen die Sportfreunde Hamborn 07 im Hamburger Millerntor-Stadion das erste Fußballspiel in der Geschichte des deutschen Fernsehens direkt übertragen.

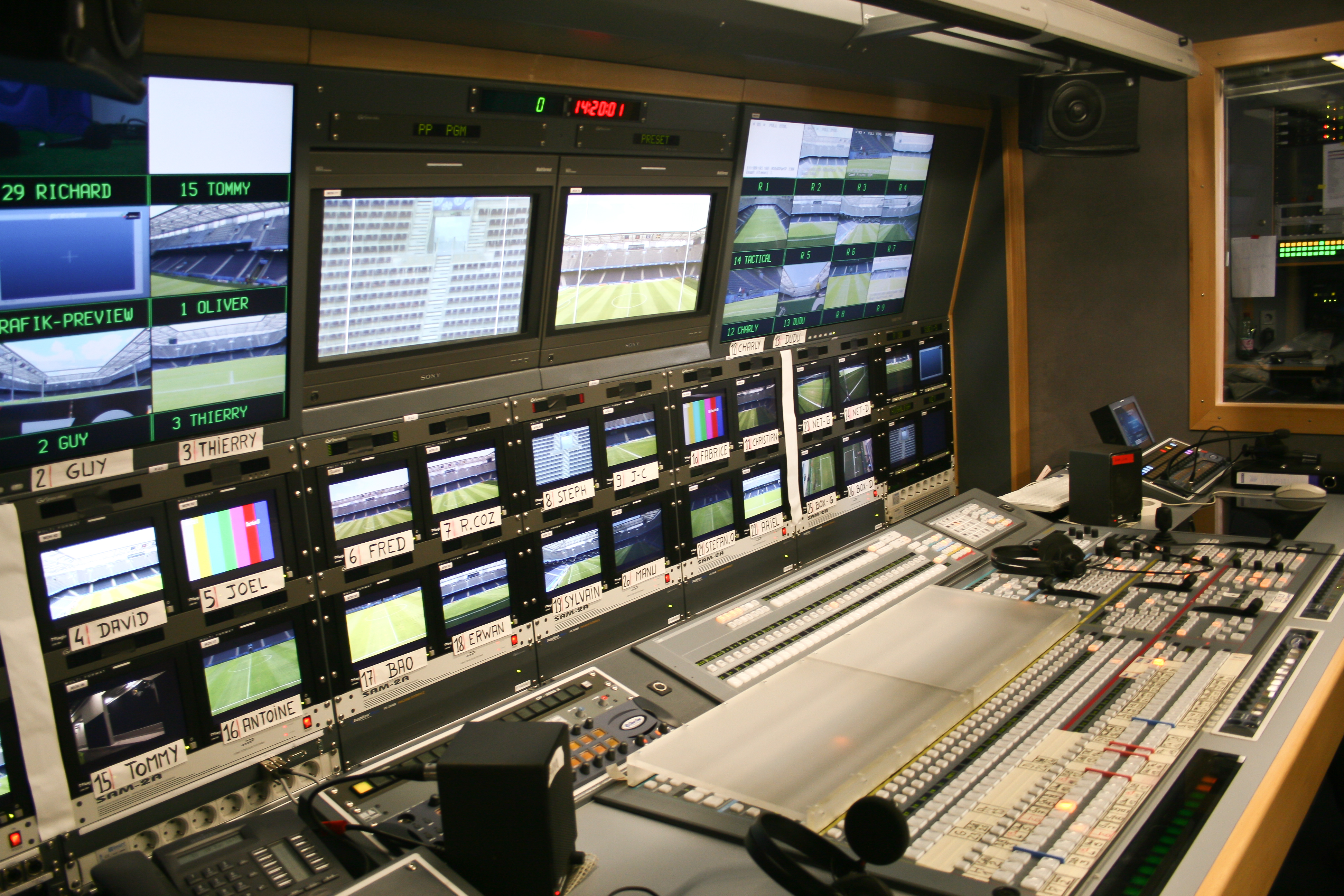
Liveübertragung von der Fußball-Europameisterschaft 2008

Als weiterer bekannter Meilenstein in der Geschichte kann die Liveübertragung der ersten Mondlandung im Juli 1969 angesehen werden, die von etwa 500 bis 600 Millionen Menschen weltweit empfangen worden sein soll.

## Zeitverzögerungen

### Technische Zeitverzögerung
Wird eine Sendung direkt live übertragen, so braucht das Sendesignal eine kurze Zeit, bis das Bild auf dem Fernseher erscheint. Die Verzögerung variiert je nach Empfangsart. Beim abgeschalteten terrestrisch-analogen Fernsehen ist sie am kürzesten, am längsten beim digitalen Satellitenfernsehen DVB-S. Wird ein Ereignis in HD übertragen, so entsteht durch Umwandlung und größere Datenmengen eine weitere Verzögerung. Die Verzögerungen können je nach Empfangsart deutlich unterschiedlich sein, so gab es bei Fußballgroßveranstaltungen Meldungen, dass einige Zuschauer bereits über ein Tor jubelten, welches andere noch nicht auf dem Bildschirm hatten und erst mehrere Sekunden später sehen konnten.

### Absichtliche Zeitverzögerung
In den USA werden Fernseh-Liveübertragungen grundsätzlich mit einer Verzögerung von etwa fünf Sekunden gesendet, um den Verantwortlichen den Abbruch der Ausstrahlung zu ermöglichen, sollte Unvorhergesehenes eintreten, z. B. wenn bei einer direkt gefilmten polizeilichen Verfolgungsjagd der Verbrecher erschossen wird. Diese Zeitverzögerung wurde als Folge des „Nipplegate“-Skandals eingeführt, bei dem es im Jahr 2004 zu einer weltweit gesendeten „Garderoben-Fehlfunktion“ gekommen war.
In Russland gibt es ebenfalls eine Zeitverzögerung; so wurde bei der Eröffnungsfeier der Olympischen Winterspiele 2014 in Sotschi den russischen Zuschauern nicht gezeigt, wie einer der fünf olympischen Ringe aus einer Schneeflocke wegen einer technischen Panne nicht aufging, stattdessen wurde ein Bild aus der Probe gesendet, um so den Menschen eine perfekte Show zu bieten. Bei der Abschlussfeier dürften daher die russischen Zuschauer die Anspielung nicht verstanden haben, dass eine Gruppe Kinder zunächst einen Ring als geschlossene Schneeflocke bildeten und sich erst später zum fünften Ring formten.

## Variationen
- Live on tape ist die ungeschnittene oder nur unwesentlich geschnittene Aufzeichnung einer Live-Sendung, die wegen sendezeitlicher Aspekte erst später ausgestrahlt wird. Gründe hierfür sind beispielsweise die Ausnutzung der Studiokapazitäten am Nachmittag und die Ausstrahlung am Abend zur besseren Sendezeit. Gemeinhin versteht man darunter auch geschnittene und bearbeitete Aufzeichnungen, die den Eindruck einer Live-Sendung vermitteln sollen.

- Beim verzögerten Live oder Delayed Live wird die Sendung technisch um einen sehr kurzen Zeitraum im Sekundenbereich verzögert. Die Aktualität der Sendung ist gegeben, aber die Regie kann die Übertragung dramatischer Fehler unterbinden oder Zensur ausüben, wie beispielsweise bei der Oscar-Verleihung üblich. In Übertragungen von der Fußball-Europameisterschaft 2012 wurden seitens der Bildregie der UEFA vor einem Spielbeginn erstellte Aufnahmen in die laufende Übertragung eingefügt[9], ohne auf die Einfügung hinzuweisen.[10]  Der Deutsche Journalisten-Verband bezeichnete diesen Vorgang als „Manipulation der Fernsehbilder“.[10]
- Re-live hat eine Zeitversetzung von mehreren Stunden, findet aber noch am selben Tag statt.